# 엘레나 아나야
엘레나 아나야(스페인어: Elena Anaya, 1975년 7월 17일 - )는 스페인의 배우이다. 1995년부터 영화 배우로 활동했다. 팔렌시아에서 태어났다. 그녀는 2001년에 《섹스와 루시아》(스페인어: Lucía y el sexo)에서 벨렝 역을 맡았다. 2004년 영화 《반 헬싱》에선 드라큘라의 신부인 알리라(Aleera)역을 맡았다.

## 영화
- 아프리카(1995년) - 알폰소 웅그리아 역
- 섹스와 루시아(2001년) - 벨렝 역
- 반 헬싱(2004년) - 알리라 역
- 인 더 랜드 오브 우먼(2007년)
- 세비지 그레이스(2007년)
- 투 터프 가이즈 - 따띠아나 역
- 포인트 블랭크 - 나디아 역
- 원더우먼 - 마루 / 닥터 포이즌 역
- 리프킨스 페스티발 (2020년)